# Медвеје
Медвеје (итал. Medea) је насељено место у Истарској жупанији, Република Хрватска. Административно је у саставу Града Бузета.

## Становништво
Према задњем попису становништва из 2001. године у насељу Медвеје живело је 32 становника који су живели у 9 породичних домаћинстава.
Кретање броја становника по пописима 1857—2001.
| година пописа  | 1857. | 1869. | 1880. | 1890. | 1900. | 1910. | 1921. | 1931. | 1948. | 1953. | 1961. | 1971. | 1981. | 1991. | 2001. |
| бр. становника | 0     | 0     | 65    | 70    | 100   | 112   | 0     | 0     | 79    | 75    | 58    | 43    | 40    | 45    | 32    |

Напомена:Од 1880. до 1910. исказано под именом Медвеја. У 1857. и 1869. подаци су садржани у насељу Кларићи, а у 1921. и 1931. у насељу Врх. Од 1880. до 1900. исказано као део насеља.